# Армія інків
Армія інків — багатонаціональне військо імперії Тауантінсую, найпотужніша та найбільша військова потуга Південної Америки. Сприяла розширенню кордонів держави, забезпечувала внутрішню безпеки імперії проти змов та заколотів, нападів з боку зовнішніх ворогів. Починаючи з 30-х років XV століття і до приходу іспанців, інки не програли жодної війни.

## Мета і завдання
Найпершим обов'язком армії було здійснювати безперервну експансію, насильно розширювати територію імперії. З часом військова експансія стала ідеалом, головним девізом держави та її володарів. Інки вважали своїм правом, найпершим обов'язком насаджувати скрізь свою ідеологію — релігію Сонця. У дусі цієї концепції заздалегідь виправдовувався будь-який експансіоністський акт. За часи перших володарів Куско військо використовували за збереження самостійності держави та встановлення гегемонії в долині Куско, після перемоги у 1438 році Інки Пачакутека над чанками починається безперервний період загарбницьких походів.
Інки щиро вірили у свою чесноту, в те, що шляхом захоплення чужих територій вони приносять щастя їх жителям, дарують їм благословення своєї високої культури і цивілізації. Вони були переконані в тому, що загарбницькими війнами приносять користь обом сторонам, які беруть участь у війні. Пурехи, простий народ, тільки на полі битви могли хоч якось відзначитися, поліпшити своє становище. Військові заслуги полегшували їм просування вгору по ієрархічній суспільній драбині. Участь у військовому поході був почесним для представників аристократії. Сапа Інка був зацікавленим, щоб його родичі брали участь у походах, що забезпечувало володаря від змови з боку представників династії.

## Організація
Складалася з професійних та мобілізованих вояків. Постійний професійний контингент знаходився лише в особистій охороні Сапа Інки, до її складу входило близько 10 тис. осіб. У період війни в армію імперії призивалися всі дорослі чоловіки, насамперед, простолюдини. Загальна військова повинність поширювалася на осіб чоловічої статі відповідних вікових категорій, придатних для військової служби.
Військо складалося з «відділень» (5 осіб — командував унанчаянак та 10 вояків — чунка камайок), «сотня» (командував пачак камайок), «батальйону» (1 тис. вояків, командувач — уаранга камайок), «полк» (2,5 тис. вояків, командувач — атун апо рантін), «бригада» (5 тис. вояків, командувач — атун апо), «дивізія» (10 тис. вояків — апоскін рантін), «корпус» (40 тис. вояків, командувач — аукаккунап апун). Командувачем армії був апо кіспай (з числа родичів імператора), який призначався верховним головнокомандувачем Сапой Інкою.
У Сапа Інки та найвищого військового командування в підпорядкувані знаходився особливо добірні загони, що складалися з досвідченіших та загартованих вояків, яких з часів Тупак Юпанкі називали сінчі.

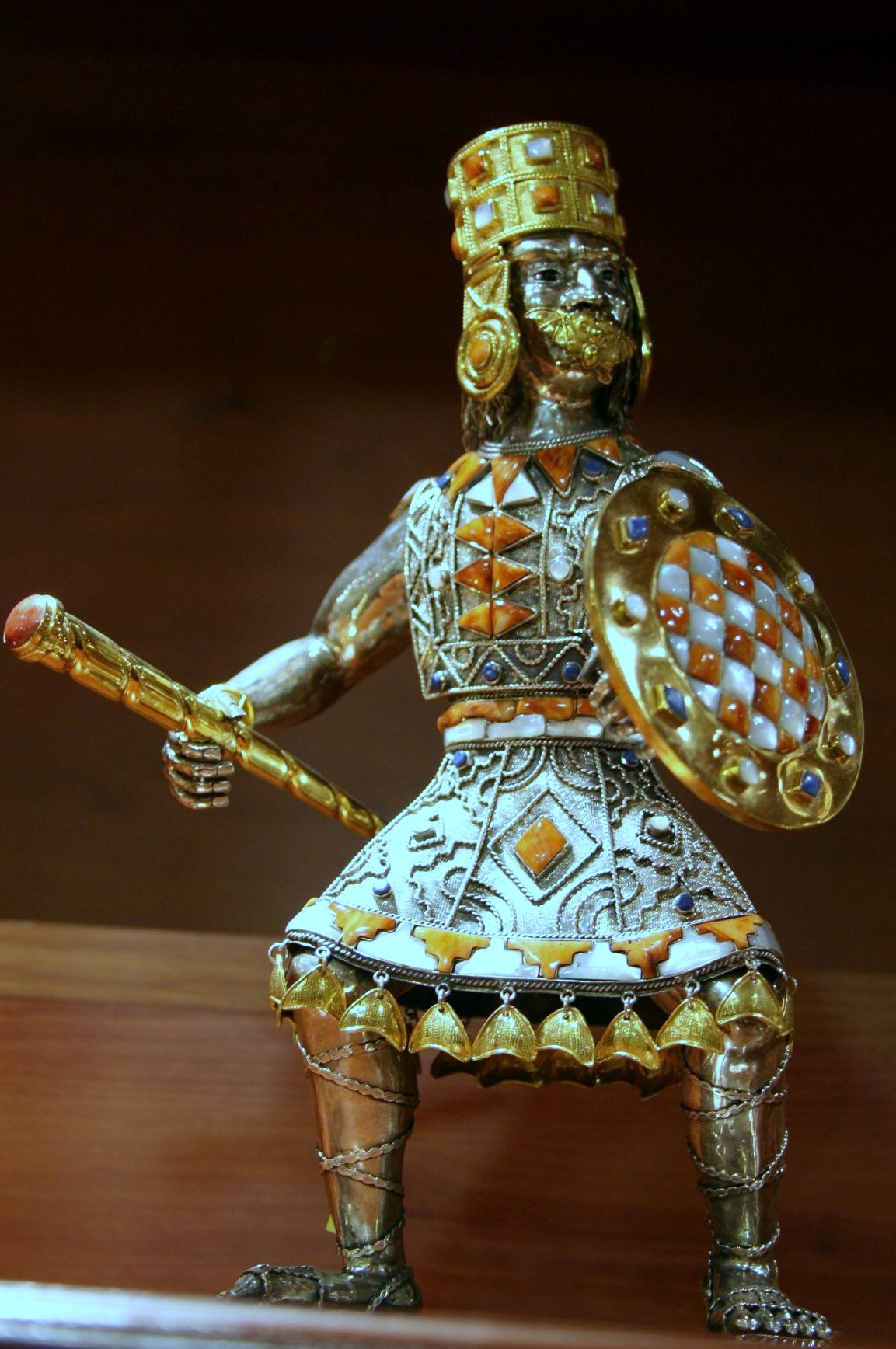
Інкський вояк

Основу війська складали аука руна (прості вояки) з числа пурехів. На основі діючої в імперії десяткової системи кожен громадянин віком від 25 до 50 років входив до складу відповідного адміністративно-організаційного підрозділу. Аука руна підкорявся пукарі камайоку.
Одне селище виставляло команду з 10 чоловік; 10 селищ направляв на службу 100 чоловік і так далі до спеціальних планів для великих провінцій. У силу цього для Інків не складало особливих труднощів у разі потреби мобілізувати десятки тисяч пурех і відправити їх за короткий час на війну. Протягом декількох днів формувалася 300-тисячна армія. Тривалість військової служби складала 6-7 років
Армія відзначалася високим бойовим духом та ретельною військовою підготовкою. Перевагою армії інків було і висока дисциплінованість воїнів. Під страхом смертної кари ніхто не смів відлучатися з військового підрозділу, що рухався по дорогах імперії. Воякам заборонялося просити у місцевого населення їжу, питну воду. Їм було заборонено заподіювати яку-небудь шкоду місцевим жителям, не дозволялося вступати в інтимні стосунки з жінками з тих селищ, через які проходили війська. Інкське військо завжди пересувалося зі своїми «будинками» — полотняними наметами. Його супроводжували трубачі з дерев'яними трубами (чіпа камайок), трубачі з мушлями (чору камайок), барабанщики (уанкар камайок), Добре було налагоджено тилове забезпечення армії: всюди розташовувалися склади, з яких військо отримувало необхідну провізію, воду, консервовані продукти — картопля чуньо, а також сушене м'ясо лами. Одночасно з армією на завойовані території вступали і численні загони водоносів і носильників продуктів. Разом з армією пересувалися і багатотисячні каравани лам, нав'ючених запасами харчів і озброєння. Швидкому пересуванню війська чимало сприяли і чудові, вимощені цеглою дороги імперії.

## Підготовка вояка
Долучення до військової служби для простого народу починалося з раннього віку — у віці від 10 до 18 років. Підготовкою керували професійні військові, зазвичай з нижчого «офіцерського» складу, які навчали своїх вихованців володінню зброєю оборони і нападу, знайомили їх з основами рукопашного бою, навчали долати водні перешкоди, витримували довгі марші шляхами, брати в облогу ворожі укріплення, подавати димові сигнали та іншим корисним на війні речам.
Після завершення тривалої військової підготовки молоді люди у своїй айльу в присутності державного інспектора здавали на кшталт випускних іспитів з військової справи. Юнак вважався дорослим лише тоді, коли успішно здавав цей іспит. Військовій підготовці не підлягали хворі і каліки.

## Нагороди
Вояки, особливо ті, які добре зарекомендували себе в бою, не тільки покращували своє суспільне становище, але нерідко отримували і нагороди. Зазвичай як нагороди використовувалися різні металеві, іноді золоті, пластинки.

## Полонені
Інки вели війни не для того, щоб отримати людські жертви або кров і ними догодити богів (як це робили ацтеки). Інки вбивали лише тих полонених, які в майбутньому могли стати для них небезпечними. Знищували вони і тих, хто своїм запеклим опором доставив їм чимало клопоту. Ці вороги перед смертю зазнавали страшних приниженням. Інки робили з кісток убитих воїнів флейти, а з черепів — кубки для чічі (пива).
Решту бранців, зокрема й ворожих вождів, хто не був убитий відразу після полону, інки урочистим маршем відправляли до столиці Куско. Вони брали участь у тріумфальній ході. Після тріумфу рядових полонених зазвичай відпускали додому. Захоплених царів і вождів очікувала інша доля: вбивали, а з їх черепів робили кубки для Інків, на їх кістках грали музику.

## Тріумф
Усі війни Сапи Інки завершувалися тріумфальним прийомом, який переможцям влаштовувала столиця імперії. Містяни вбиралися в урочисте вбрання. Його жителі вивішували на стінах будинків різнокольорові килими та гірлянди квітів.
Жителі Куско влаштовували пишний прийом «героям», і насамперед вони вшановували Інку, якому належав цей тріумф, який був схожий на тріумфи імператорів Стародавнього Риму. Вулицями проходили колонами полонені вояки ворога. Переможених королів або вождів, зазвичай роздягнених догола, несли в клітках або виставляли в іншому, але настільки принизливому вигляді. Слідом за полоненим ворогом крокували переможці — тисячні загонів інкських списарів і метальників пращі. В самому кінці на золотих ношах слідував головний герой тріумфальної ходи — Сапа Інка.
Народ обсипав носилки володаря імперії червоними квітами перуанської гвоздики. Перед Коріканча — національним храмом бога Сонця — Інка спускався з носилок. Босий і покірний, він дякував свого золотого небесного батька, який послав йому нову перемогу. Перед Храмом Сонця в Куско полонені повинні були впасти навколішки, з тим щоб Сапа Інка пройшов по їх спинах. Акт ходіння імператора по оголених спинах лежачих на дорозі повалених супротивників імперії символічно завершував тріумфальну процесію на честь перемоги «синів Сонця» і розгрому ворогів імперії.